# Triforce

Triforce標誌

Triforce，是由世嘉、任天堂和南夢宮三家公司共同開發的街機底板，名稱取自任天堂作品《薩爾達傳說》系列中的同名聖三角，於2002年推出。系統硬件以任天堂GameCube為基礎，但有許多不同的地方，比如增設世嘉的GD-ROM及可升級的RAM模組等。Triforce最初被认为有GameCube两倍大小的1T-SRAM（48MB而不是24MB），但后来有人通过拆卸分析Triforce基板证明此说法有误。
Triforce基板能够被旧版Dolphin模拟器模拟。

## 主板規格
- CPU：IBM PowerPC "Gekko" @ 486 MHz
- 显示适配器：定制版 ATI／任天堂 "Flipper" @ 162 MHz
- 色彩：24位色彩 （24位 Z-Buffer）
- 硬件特性：雾化，子像素抗锯齿，8硬件光照，Alpha混合，虚拟纹理设计，多纹理，凹凸贴图，环境贴图，Mipmap，双线性过滤，三线性过滤，各向异性过滤，实时硬件纹理解压缩（S3TC），实时显示表解压缩，嵌入式帧缓冲，1MB嵌入式纹理缓存，3线去抖动过滤
- 音效DSP：定制版 Macronix 16-bit DSP @ 81 MHz
- RAM：24MB MoSys 1T-SRAM主記憶體，10ns可接受延遲值[3]

## 使用Triforce的遊戲
- F-Zero AX (2002)
- Virtua Striker 2002 (2002)
- F-Zero AX "Cycraft ver." (2003)
- Gekitou Pro Yakyuu (2003)
- The Key of Avalon: The Wizard Master (2003)
- The Key of Avalon Ver. 1.20: Summon The New Monsters (2003,2004)
- The Key of Avalon Ver. 1.30: Chaotic Sabbat (2003,2004)
- The Key of Avalon 2: Eutaxy Commandment (2004)
- Virtua Striker 4 (2005)
- Mario Kart Arcade GP (2005)
- Virtua Striker 4 ver.2006 (2006)